# Женевар, Анни
Анни Женевар (фр. Annie Genevard), урождённая Анни Тарен (фр. Annie Tharin; род. 7 сентября 1956[…], Одинкур) — французский политик, член партии «Республиканцы». Министр сельского хозяйства, продовольственного суверенитета (с 2024).

## Биография
Родилась 7 сентября 1956 года в Оденкуре (департамент Ду), дочь Ирен Тарен, депутата Национального собрания Франции от департамента Ду. Получила Свидетельство допуска к преподаванию в средней школе классической литературы (CAPES), преподаватель французского языка. В 1995 году начала политическую карьеру с работы в аппарате мэра Морто Жана-Мари Бинтрюи, в 2002—2017 годах сама являлась мэром этого города. В 2004 году были избрана в региональный совет Франш-Конте при поддержке Союза за народное движение. С 2012 года является депутатом Национального собрания Франции от 5-го избирательного округа департамента Ду, 7 ноября 2017 года избрана заместителем председателя Национального собрания.
В июле 2021 года избрана заместителем председателя партии «Республиканцы».
4 июля 2022 года после отставки Кристиана Жакоба из-за поражений партии на президентских и парламентских выборах Женевар в соответствии с уставом стала временно исполнять обязанности председателя партии.
11 декабря 2022 года председателем «Республиканцев» был избран Эрик Сьотти.
12 июня 2024 года участвовала в неудачной попытке смещения Эрика Сьотти с должности лидера партии после его заявления о возможном союзе с Национальным объединением на досрочных парламентских выборах.
21 сентября 2024 года получила портфель министра сельского хозяйства, продовольственного суверенитета и лесного хозяйства при формировании правительства Барнье.
23 декабря 2024 года при формировании правительства Байру назначена министром сельского хозяйства и продовольственного суверенитета.